# 2420 Čiurlionis
2420 Čiurlionis là một tiểu hành tinh vành đai chính với chu kỳ quỹ đạo là 1496.2748368 ngày (4.10 năm).
Nó được phát hiện ngày 3 tháng 10 năm 1975 ở Đài vật lý thiên văn Crimean và was đặt tên theo Lithuanian artist Mikalojus Konstantinas Čiurlionis.